# Bond Minicar
Bond Minicar byla řada automobilů se třemi koly, které vyráběla v letech 1949 až 1966 britská firma Bond Cars (do roku 1963 Sharps Commercials Ltd).
S plány vozů přišel konstruktér Lawrence Bond — první typy měly podobu kabrioletu, později se vozy vyráběly i se zastřešenou karosérií. Šlo o lidová vozidla skromných rozměrů s nízkou spotřebou: jejich váha se pohybovala od 140 do 305 kilogramů a dosahovala maximální rychlosti 88 km/h. Jejich úspěch byl dán tím, že v té době byly tříkolky zatíženy nižší spotřební daní a také bylo snazší na ně získat řidičské oprávnění. Karosérie byla vyrobena původně z hliníku, v polovině padesátých let výrobce přešel na sklolaminát. Vůz byl poháněn vzduchem chlazeným motorem Villiers, spojeným s předním kolem válečkovým řetězem.
V roce 1962 byla sazba daně na tříkolá a čtyřkolá vozidla sjednocena, což vedlo k poklesu prodeje a výroba Minicarů byla ukončena v listopadu 1966. Celkem se vyrobilo 24 482 vozů.

## Typy
- Minicar (1949–1951)
- Minicar Mark B (1951–1952)
- Minicar Mark C (1952–1956)
- Minicar Mark D (1956–1958)
- Minicar Mark E (1956–1958)
- Minicar Mark F (1958–1963)
- Minicar Mark G (1961–1966)